# Quisqueyanos valientes
Himno nacional de República Dominicana (tiếng Việt: Quốc ca Cộng hoà Dominica) là quốc ca của Cộng hoà Dominica. Bài hát còn được biết tới với tên gọi khác là Quisqueyanos valientes (Những người Quisqueya dũng cảm). Từ "Quisqueya" dùng để chỉ nhân dân nước này. Emilio Prud'Homme viết lời cho bài hát và José Rufino Reyes y Siancas. Bài hát được chọn làm quốc ca vào ngày 30/5/1934.

## Lịch sử
Nhạc sĩ người CH Dominica José Reyes sau khi đọc quốc ca Argentina trên tờ báo El Americano, ông nảy sinh ý tưởng sáng tác quốc ca cho đất nước mình. Năm 1883, ông nhờ bạn thân của ông là Emilio Prud'Homme viết lời.
Phiên bản đầu tiên của bài hát được đăng trên tuần báo El Eco de la Opinion vào ngày 16/8/1883, và được biểu diễn công khai một ngày sau đó tại thủ đô Santo Domingo của CH Dominica. Tuy nhiên, một số ý kiến phản đối lời bài hát đã được đưa ra do có nhiều sai sót về lịch sử. Thế rồi Prud'Homme đệ trình lời bài hát được sửa đổi và phiên bản đó được sử dụng cho tới ngày nay.
Vào ngày 7 tháng 6 năm 1897, Quốc hội Cộng hòa Dominica đã thông qua đạo luật thông qua việc chọn bài hát làm quốc ca với phần nhạc gốc và lời bài hát được sửa lại làm quốc ca chính thức của đất nước. Tuy nhiên, sau đó - Tổng thống Ulises Heureaux (1846–1898) đã phủ quyết hành động này, bởi vì tác giả của lời bài hát, Prud'Homme, là một người phản đối tổng thống và chính quyền của ông. Năm 1899, Heureaux bị ám sát, và rối loạn chính trị xảy ra sau đó đã ngăn cản việc chấp nhận hợp pháp bài quốc ca cho đến ngày 30 tháng 5 năm 1934, khi "Himno Nacional de Républica Dominica" chính thức được thông qua và chọn làm quốc ca.

## Lời

### Tiếng Tây Ban Nha
I
Quisqueyanos valientes, alcemos
Nuestro canto con viva emoción,
Y del mundo a la faz ostentemos
Nuestro invicto glorioso pendón.
¡Salve! el pueblo que, intrépido y fuerte,
A la guerra a morir se lanzó,
Cuando en bélico reto de muerte
Sus cadenas de esclavo rompió.
Ningún pueblo ser libre merece
Si es esclavo indolente y servil;
Si en su pecho la llama no crece
Que templó el heroísmo viril,
Mas Quisqueya la indómita y brava
Siempre altiva la frente alzará;
Que si fuere mil veces esclava
Otras tantas ser libre sabrá.
II
Que si dolo y ardid la expusieron
De un intruso señor al desdén,
¡Las Carreras! ¡Beller!, campos fueron
Que cubiertos de gloria se ven.
Que en la cima de heroíco baluarte
De los libres el verbo encarnó,
Donde el genio de Sánchez y Duarte
A ser libre o morir enseñó.
Y si pudo inconsulto caudillo
De esas glorias el brillo empañar,
De la guerra se vio en Capotillo
La bandera de fuego ondear.
Y el incendio que atónito deja
De Castilla al soberbio león,
De las playas gloriosas le aleja
Donde flota el cruzado pendón.
III
Compatriotas, mostremos erguida
Nuestra frente, orgullosos de hoy más;
Que Quisqueya será destruida
Pero sierva de nuevo, ¡jamás!
Que es santuario de amor cada pecho
Do la patria se siente vivir;
Y es su escudo invencible el derecho;
Y es su lema ser libre o morir.
¡Libertad! que aún se yergue serena
La Victoria en su carro triunfal,
Y el clarín de la guerra aún resuena
Pregonando su gloria inmortal.
¡Libertad! Que los ecos se agiten
Mientras llenos de noble ansiedad
Nuestros campos de gloria repiten
¡Libertad! ¡Libertad! ¡Libertad!

### Tiếng Việt
I
Hỡi những người Quisqueya dũng cảm, hãy cất cao lên
Khúc ca dân tộc với những cảm xúc sống động,
Từ khắp mọi nơi trên bề mặt Trái Đất, hãy cho cả thế giới ngước nhìn
Lá cờ bất khả xâm phạm của chúng ta
Thật đáng hoan nghênh! Một dân tộc anh dũng và mạnh mẽ,
Liều mình xông pha trận mạc mà không ngại hy sinh,
Khi chúng ta ở trong tình thế thử thách cận kề cái chết
Thì xiềng xích nô lệ đã bị phá tan tành.
Một dân tộc không xứng đáng được tự do
Nếu như dân tộc đó là những kẻ nô bộc lười biếng và hèn nhát;
Nếu như ngọn lửa đó không bùng cháy trong lồng ngực
Để rèn giũa nghị lực cho chủ nghĩa anh hùng,
Nhưng dân Quisqueya chúng ta là những con người hùng dũng và bất khuất
Ta luôn tự hào với vầng trán ngước cao của đất Mẹ;
Nếu đất nước ta có ngàn lần bị xâm lăng
Thì chúng ta sẽ ngàn lần dành được tự do.
II
Nếu sự gian xảo, mưu mô phơi bày bộ mặt kẻ thù
Hắn sẽ từ quý ông thành một tên khốn,
Hãy nhìn lại các trận đánh lẫy lừng Las Carreras và Beler, đã làm cho những cánh đồng kia
Được bao phủ bởi những vinh quang rạng ngời.
Trên đỉnh cao của pháo đài anh hùng
Những từ ngữ của tự do đã được thêu dệt,
Đó là nơi mà tài trí của Sánchez và Duarte năm xưa
Đã dạy cho chúng ta bài học: Tự do hay là chết.
Nếu chúng ta vô ơn với vị lãnh đạo
Làm phai mờ những vinh quang này,
Của trận đánh Capotillo
Ngọn cờ rực lửa lại phất lên.
Ngọn lửa ấy đã làm rung chuyển những lá cây
Như chú sư tử đầy kiêu hãnh từ Castilla,
Gầm vang từ những bờ biển vinh quang chói lọi
Nơi ngọn cờ chiến đấu nổi lên.
III
Đồng bào ơi, hãy cùng ngước trán cao lên
Cho niềm tự hào ngày hôm nay;
Dân tộc Quisqueya này có thể bị tàn phá
Nhưng sẽ không bao giờ làm nô lệ nữa!
Trong mỗi lồng ngực là một tình yêu tôn nghiêm
Nơi sức sống của quê hương được cảm nhận;
Là luật pháp - chiếc khiên vững chắc của Tổ quốc
Là khẩu hiệu - Tự do hay là chết.
Nền tự do ấy vẫn được êm đềm nâng đỡ
Vinh quang trên con tàu chiến thắng,
Tiếng kèn của trận chiến lịch sử lại vang lên
Tuyên thệ cho vinh quang muôn đời của Tổ quốc.
Tự do! Hãy làm cho tiếng vọng của nó khuấy động đất trời
Khi đất trời được phủ đầy bởi những khát vọng cao quý
Chiến trường lẫy lừng kia sẽ nhắc lại những từ ngữ ấy
Tự do! Tự do! Tự do!